# ザクセン (フリゲート)
ザクセン（ドイツ語：Sachsen, F 219）は、ドイツ海軍のフリゲート。ザクセン級フリゲートの1番艦。艦名はザクセン自由州に由来する。

## 艦歴
「ザクセン」は、ブローム・ウント・フォスハンブルク造船所で1999年2月1日に起工し、2001年1月20日に進水、2001年8月28日に初の試験航海の後同年10月にヴィルヘルムスハーフェンに移動し、2002年10月31日に連邦防衛技術調達庁に移管され、2004年11月4日に就役し第1フリゲート戦隊に配属された。
2006年1月に第2フリゲート戦隊に所属変更される。
2007年に北大西洋条約機構の常設第1海洋グループの一部として参加。2009年にはUNITAS演習に参加し、演習中の4月29日に標的艦「DD-979 コノリー」に対する実弾射撃訓練に参加し、火砲70発を発砲しこれを沈没させている。
2012年8月8日、前任の「F207 ブレーメン」と交代しアタランタ作戦に参加する。
2018年6月21日、ザクセンは北極圏付近でリューベックと作戦行動中、SM-2ブロックIIIAミサイルを発射しようとしたところ、艦の直上で爆発した。爆発は艦橋と垂直発射セルの塗装を焦がし、2名が軽度負傷した。ノルウェーのハルスタッドに短期寄港した後、両艦は母港であるドイツのヴィルヘルムスハーフェンに戻った。本艦のVLSは換装が必要となったが、実際に換装されたのは2023年12月のことであり、5年間にわたって主兵装なしで運用されることとなった。
第2機動隊群第2フリゲート戦隊に所属し、ヴィルヘルムスハーフェンを母港としている。